# Russell Gurney
Russell Gurney, britanski general, * 1890, † 1947.